# Fyfe Ewing
Fyfe Alexander Ewing est né le 31 octobre 1970 ou 1er novembre 1970 à Larne, en Irlande du Nord. Il est un des membres fondateurs du groupe Therapy?, où il a joué comme batteur.

## Les débuts
Fyfe rencontre Andy Cairns à un concert. Le contact est tout de suite passé entre les deux musiciens et Andy était impressionné par le jeu de batterie de Fyfe. Après ses cours au lycée, Fyfe et Andy se retrouvent régulièrement pour répéter dans la chambre de Fyfe. Ils ont commencé ensemble à fonder Therapy?. Fyfe présentera un ami de lycée à Andy, Michael McKeegan, qui deviendra le bassiste de Therapy?.

## Therapy?
Fyfe a été le batteur de Therapy? de 1989 à 1996. Devant le succès croissant du groupe, les sollicitations deviennent de plus en plus éprouvantes. Fyfe ne voulait plus supporter le rythme exigeant des tournées. Il décide alors de quitter Therapy? "En très bon terme" - selon Andy Cairns.

## Discographie
Avec Therapy?

### Albums
- Babyteeth (1991) - mini-album
- Pleasure Death (1992) - mini-album
- Caucasian Psychosis (1992) - compilation US des deux mini-albums.
- Nurse (1992)
- Born In A Crash (1993) - mini-album sorti pour l'Europe seulement.
- Hats Off to the Insane (1993) - mini-album sorti pour les US et le Japon seulement.
- Troublegum (1994)
- Infernal Love (1995)

### Vidéos
- Therapy? Gold collection - 2007

### Autres projets
- Fyfe a joué quelque temps dans un groupe appelé "Divers", avec Rory Myers (guitare/chant) et Jon Hardy (basse). Il jouerait toujours avec juste pour le plaisir.
- Fyfe a produit un cd 3 titre, Little Less Nothing (1998) dans lequel il joue.
- Fyfe a joué avec "The Score".

## Matériel
Avec Therapy?, Fyfe Ewing a joué avec un kit de batterie Sonor, des cymbales Zildjian et du matériel Pearl.